# Rdzawki
Rdzawki (Turnagrinae) – wymarła monotypowa podrodzina ptaków z rodziny wilgowatych (Oriolidae).

## Zasięg występowania
Podrodzina obejmowała gatunki występujące w Nowej Zelandii.

## Systematyka

### Etymologia
- Turnagra (Sturnagra): zbitka wyrazowa nazw rodzajów: Turdus Linnaeus, 1785 (drozd) i Tanagra Linnaeus, 1766 (tangarka)[11].
- Keropia (Ceropia): maoryska nazwa Keropia i Koropio dla rdzawek[12]. Typ nomenklatoryczny: Turdus crassirostris J.F. Gmelin, 1789 (= Tanagra capensis Sparrman, 1787).
- Otagon: region Otago, Wyspa Południowa, Nowa Zelandia[13].

### Podział systematyczny
Do podrodziny należy jeden rodzaj z następującymi gatunkami:
- Turnagra tanagra (Schlegel, 1866) – rdzawka północna – takson wymarły prawdopodobnie około 1902 roku[14]
- Turnagra capensis Sparrman, 1787 – rdzawka południowa – takson wymarły prawdopodobnie około 1905 roku[15]